# Canibalismo infantil

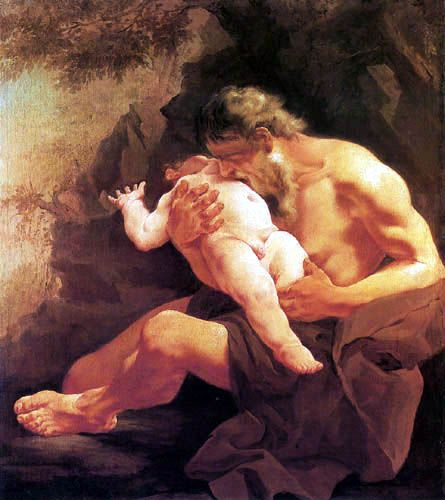
Na imagem, Saturno (ou Cronos) deus do tempo, devora um de seus filhos recém-nascidos.

Canibalismo infantil ou canibalismo fetal é o ato de comer uma criança ou feto.

## Casos modernos

### China
A polêmica surgiu quando o artista performático Zhu Yu declarou que preparava, cozinhava e comia corpos humanos reais, incluindo fetos,
Os críticos enxergam a disseminação desses boatos como um modo de Libelo de sangue, ou culpar o inimigo de comer crianças, e culpam os países de utilizar isso como uma alavanca política.

### Coreia do Sul
Pílulas de cápsulas repletas de carne humana infantil na forma de pó foram confiscadas por coreanos que viviam na China, que tentaram contrabandear para a Coreia do Sul e consumir as cápsulas ou dividi-las a outros cidadãos de etnia coreana da China que residem na Coreia do Sul. 